# Иоганн Эрнст Саксен-Кобург-Заальфельдский
Иоганн Эрнст Саксен-Кобург-Заальфельдский (нем. Johann Ernst von Sachsen-Coburg-Saalfeld; 22 августа 1658, Гота — 17 февраля 1729, Заальфельд) — герцог Саксен-Заальфельдский, а впоследствии — Саксен-Кобург-Заальфельдский.

## Биография
Иоганн Эрнст был сыном герцога Саксен-Готского Эрнста I и герцогини Саксен-Альтенбургской Елизаветы Софии. В 1675 году Эрнст I умер, а его семь сыновей первоначально стали соправителями, поскольку эрнестинцы до этого момента отвергали примогенитуру. По желанию отца дела герцогства вёл старший сын Фридрих I. Попытка держать общий двор в замке Фриденштайн в Готе оказалась неудачной, и в 1680 году наследство было поделено между семью братьями. Иоганну Эрнсту досталась часть герцогства с городом Заальфельд.
Обнаружив что им, как младшим братьям, достались самые бедные герцогства, Иоганн Эрнст и его брат Эрнст (герцог Саксен-Гильдбурггаузенский) заявили протест. В последующие годы их старшие братья Альбрехт, Генрих и Кристиан скончались, не оставив наследников мужского пола, в результате чего Иоганн Эрнст получил Кобург (в 1699), Рёмхильд и Темар (в 1712), однако на эти земли были и другие претенденты. Окончательно спор о наследстве был разрешён императорским указом от 1735 года, уже после смерти самого Иоганна Эрнста.

## Семья и дети
18 февраля 1680 года Иоганн Эрнст женился в Мерзебурге на Софии Гедвиге Саксен-Мерзебургской. У них родилось пятеро детей:
- Кристиана София (1681—1697)
- мертворождённая дочь (1682)
- Кристиан Эрнст (1683—1745)
- Шарлотта Вильгельмина (1686—1767), замужем за графом Филиппом Рейнгардом Ганау-Мюнценбергским
- мертворождённый сын (1686).

Герцогиня София Гедвига умерла при родах ребёнка. 2 декабря 1690 года Иоганн Эрнст женился в Маастрихте на Шарлотте Иоганне Вальдек-Вильдунгенской. У них было восемь детей:
- Вильгельм Фридрих (1691—1720)
- Карл Эрнст (1692—1720)
- София Вильгельмина (1693—1727), замужем за князем Фридрихом Антоном Шварцбург-Рудольштадтским
- Генриетта Альбертина (1694—1695)
- Луиза Эмилия (1695—1713)
- Шарлотта (1696—1696)
- Франц Иосия (1697—1764), женат на Анне Софии Шварцбург-Рудольштадтской
- Генриетта Альбертина (1698—1728)